# Hira

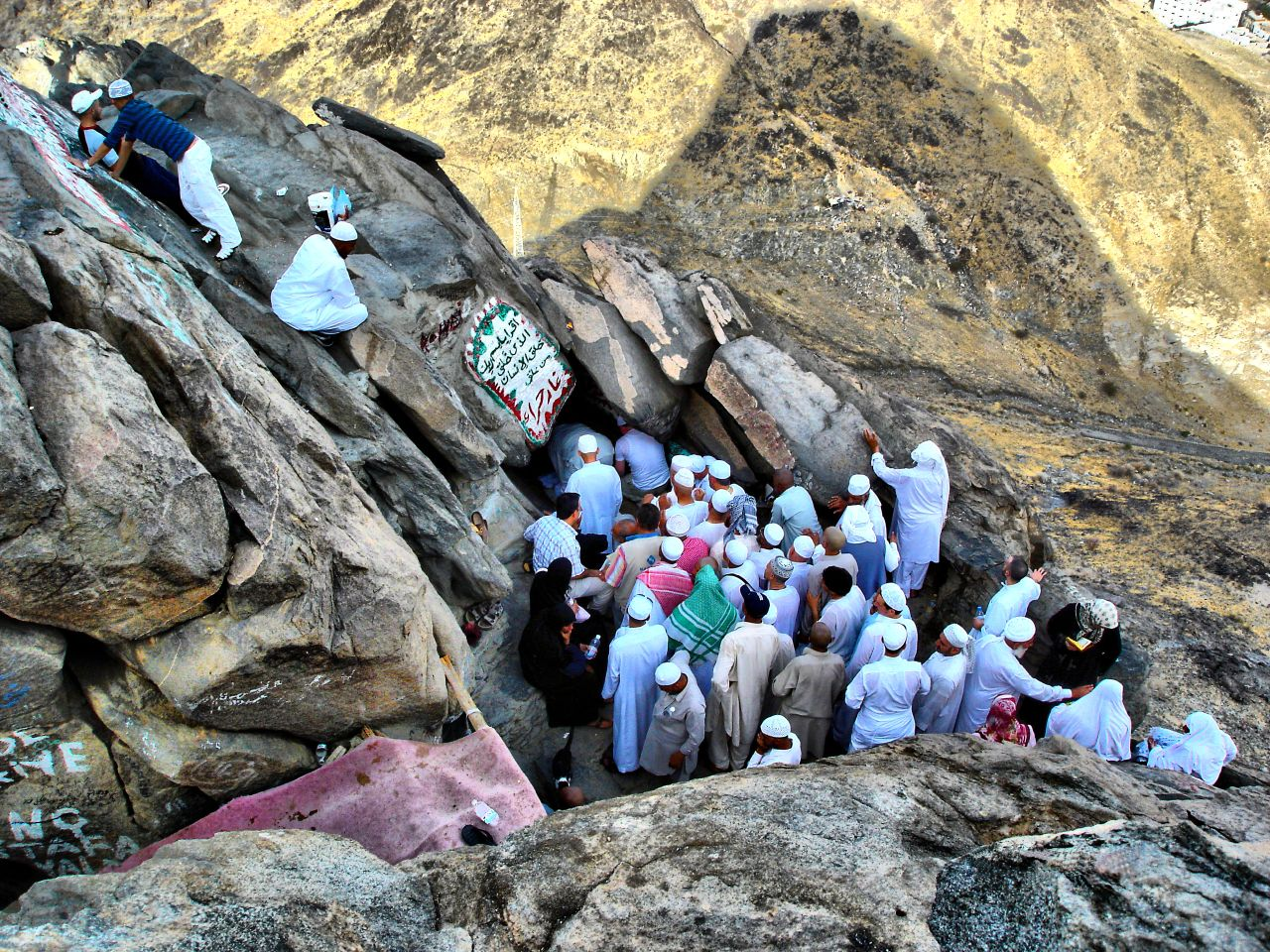
A barlang bejárata

A Hira (arabul: حراء Ḥirāʾ) vagy Hira barlang (غار حراء Ġār Ḥirāʾ ) egy hordalékkúp-barlang 3 km-re Mekkától, Szaúd-Arábia területén, a Hidzsáz régióban található Dzsebel en-Núr hegyen.
Az iszlám hit szerint Mohamed itt kapta első kinyilatkoztatását Istentől, Dzsibríl (arabul: جِبرِيل) angyalon keresztül (ejtsd még: Jabraeel, جبرائيل , egyes Korán-szavalatok illetve néhány arab törzs szerint). A keresztények számára Dzsibríl Gábrielként, míg a zsidók közt Gavri'elként ismert.

## Leírás
A barlangot 600 lépés után érhető el, körülbelül 3,7 méter hosszú és 1,6 méter széles. A barlang 270 méter (890 láb) magasan helyezkedik el. A hádddzs időszakában körülbelül naponta 5000 muszlim mászik fel a Hira barlanghoz, hogy láthassák a helyet, ahol Mohamed megkapta az első kinyilatkoztatást az Erő Éjszakáján a Koránból. A muszlimok többsége nem tekinti a zarándoklat részének a barlang látogatását, de saját örömükre és spirituális okokból sokan meglátogatják. Bár egyesek szerint a barlang istentiszteleti hely, ez a nézet ütközik az iszlám szentírás szalafista értelmezéseivel. Míg a Hira barlang fontos szerepet játszik az al-Sirában (prófétai életrajz), nem tekinthető olyan szentnek, mint más helyszínek Mekkában (például a Masjid Al-Haram), és az iszlám legelterjedtebb értelmezése szerint az itt elmondott imák egyenértékű imának számítanak a Mekka más területein elmondottakkal.

## Külső hivatkozások
- In pictures: Hajj preparations Pictures #4 and #5 are of Jabal an-Nūr and the Hira cave.